# Johann Bidmon
Johann Bidmon (10. května 1909 – 12. března 1993 Vídeň) byl rakouský fotbalový útočník.

## Hráčská kariéra
V československé lize hrál za SK Rusj Užhorod, vstřelil pět prvoligových branek. V Rakousku hrál za menší kluby (Bruck an der Leitha, Gänserndorf). Do Užhorodu přestoupil z FC Wien, v rakouské nejvyšší soutěži nestartoval.

### Prvoligová bilance
| Ročník             | Zápasy | Góly | Minuty | Klub            |
| ------------------ | ------ | ---- | ------ | --------------- |
| I. liga 1936/37    | 18     | 5    | 1 620  | SK Rusj Užhorod |
| CELKEM I. ČS. LIGA | 18     | 5    | 1 620  |                 |